# 世良田町
世良田町（せらだちょう）は、群馬県太田市にある地名（町丁）。郵便番号は370-0426。

## 概要
尾島地区にある町丁。

## 地理
南部は伊勢崎市に接している。

### 近隣町丁
- 小角田町
- 新田中江田町
- 新田下江田町
- 出塚町
- 徳川町

## 世帯数と人口
2022年（令和4年）3月31日現在の世帯数と人口は以下の通りである。
| 町丁     | 世帯数   | 人口   |
| -------- | -------- | ------ |
| 世良田町 | 1153世帯 | 3002人 |

## 交通

### 鉄道
北部を東武伊勢崎線が通っており、世良田駅がある。

### 道路
- 国道17号

## 施設

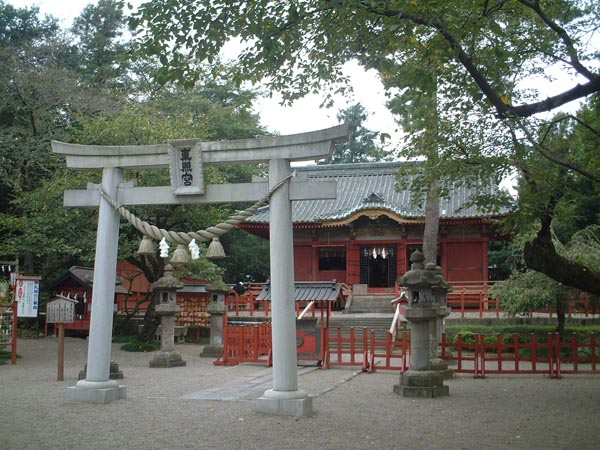
世良田東照宮

- 世良田東照宮
- 長楽寺
- 世良田公園
- 世良田駅